# Filí d'Atenes
Filí (grec:Φιλι̂νος; llatí: Philinus) fou un orador atenenc contemporani de Demòstenes i Licurg d'Atenes. Demòstenes l'esmenta en un discurs contra Mídies on l'anomena fill de Nicòstrat i diu que tenia el càrrec de trierarca (que també ostentava el mateix Demòstenes). Valeri Harpocració esmenta tres discursos de Filí:
- Πρὸς Αἰσχύλου καὶ Σοφοκλέους καὶ Εὐριπίδου εἰκόνας, contra una proposició de Licurg sobre la dedicació d'estàtues a Èsquil, Sòfocles i Eurípides
- Κατὰ Δωροθέου, també atribuïda a Hipèrides.
- Κροκωνιδω̂ν διαδικασία πρὸς Κοιρωνίδας, que alguns autors van atribuir a Licurg.[1]